# بلانکا د سیلوس
بلانکا د سیلوس (اسپانیایی: Blanca de Silos‎؛ ۲ اوت ۱۹۱۴ – ۱۳ سپتامبر ۲۰۰۲) بازیگر اهل اسپانیا بود.
از فیلم‌ها یا برنامه‌های تلویزیونی که وی در آن نقش داشته‌است، می‌توان به خانه پوشالی اشاره کرد.